# Yeongbuk-myeon
Yeongbuk-myeon (koreanska: 영북면) är en socken i kommunen Pocheon i provinsen Gyeonggi i den norra delen av Sydkorea, 65 km nordost om huvudstaden Seoul.